# Тревізо (футбольний клуб)
«Тревізо» (італ. ACD Treviso 2013) — італійський футбольний клуб з міста Тревізо, який виступає в аматорському чемпіонаті. Заснований в 1909 року. Домашні матчі проводить на стадіоні «Омобоно Тенні», що вміщає 10 000 глядачів. 

## Історія
Найвищим досягненням клубу став вихід в Серію A за підсумками сезону 2004-05. Проте в еліті клуб провів лише один сезон 2005/06, зайняв останнє місце і вилетів назад до Серії Б.
У 2009 році «Тревізо» не пройшов фінансову перевірку на право участі в Серії В у наступному сезоні. Команда була переведена в аматорську лігу.

## Досягнення
Серія B: (1)
- 4 Місце (вихід до Серії А): 2004—2005

## Відомі футболісти
- Лука Тоні
- Томазо Роккі
- Роберт Аквафреска
- Марко Баллотта
- Крістіан Маджо
- Джузеппе Моро
- Марко Боррьело
- Джузеппе Віані
- Андреа Доссена
- Мануель Паскуаль
- Джоната Мінгоцці
- Маттео Серені
- Домініко Ді Карло
- Самір Ханданович
- Жан-Франсуа Жилле
- Баррето

## Відомі тренери
- Нерео Рокко (1950–1952)
- Луїджі Радіче (1968–1969)
- Романо Фольї (1990–1991)
- Абель Бальбо (2009)